# Julia Horvath
Julia Horvath (* 23. Februar 1974 in Salzburg) ist eine österreichische Schauspielerin, die in den USA aufwuchs und mittlerweile in Deutschland lebt und überwiegend dort arbeitet.

## Ausbildung
Julia Horvath absolvierte  von 1991 bis 1993 eine Musical- und Schauspielausbildung am Studio Theater an der Wien, erhielt ein Schauspielstipendium am William Esper Studio in New York und absolvierte eine Comedyausbildung 2001 in Los Angeles am The Groundlings.

## Film- und Fernsehrollen
Sie erhielt Engagements in den deutschen Fernseh- und Kinoprojekten  Kommissar Rex (2002/03 in den Folgen Blond, hübsch, tot und Berühmt um jeden Preis), Hallo Robbie! (2004), Klinik am Alex oder Unser Charly.
Im Jahr 2000 spielte sie einige Rollen in US-Fernsehproduktionen.
Vom 2. März 2009 bis zum 24. Februar 2010 war Julia Horvath in der Telenovela Alisa – Folge deinem Herzen als Dana Castellhoff zu sehen. Nach der Titeländerung auf Hanna – Folge deinem Herzen mit neuer Hauptdarstellerin ab Folge 241 ist sie in der Telenovela seit dem 25. Februar 2010 in derselben Rolle zu sehen.
2012 war sie neben Fabian Stumm und Karolina Lodyga in der Dreiecksgeschichte Vater von Mia Meyer zu sehen und übernahm eine Hauptrolle in dem Spielfilm Bela Kiss: Prologue von Lucien Förstner, einem Horror-Thriller über den ungarischen Serienmörder Béla Kiss, der im Januar 2013 in die deutschen Kinos kam.

## Bühnenengagements
In Wien war sie im Musical Grease zu sehen, auch im Weißen Rössl in St. Gallen in der Rolle der Klärchen. Darüber hinaus trat sie mehrfach in Schwäbisch Hall erfolgreich auf. Von 2004 bis 2006 spielte sie die Orka tom Broke bei den Störtebeker-Festspielen in Ralswiek auf der Insel Rügen, wo sie den Titelhelden in drei Jahren 67-mal geheiratet hat. In der Saison 2012 wird sie dort erneut auf der Bühne stehen, dieses Mal in der Rolle der Mareike.

## Eigenproduktion
Im Jahr 2016 eröffnete Julia Horvath zusammen mit ihrem Ehemann Schauspieler Sascha Gluth in Wandlitz das Theater am Wandlitzsee. Das einzige feste Schauspielhaus im Barnim, vor den Toren Berlins. Auf dem Spielplan stehen rasante, eigenproduzierte Komödien und musikalische Formate.

## Privates
Julia Horvath lebt in Schönwalde bei Berlin und ist seit dem 16. September 2006 mit dem Schauspieler Sascha Gluth verheiratet. Sie haben zwei Töchter.